# Aurelijus Gutauskas
Aurelijus Gutauskas (* 22. Mai 1972 in Vilkaviškis) ist ein litauischer Jurist, Strafrechtler und Kriminologe, Professor an der Mykolas-Romer-Universität, seit 2023 Richter am Verfassungsgericht der Republik Litauen, davor Richter am Litauischen Obersten Gericht.

## Leben
1993 absolvierte Aurelijus Gutauskas das Bachelorstudium und von 1993 bis 1995 das Masterstudium der Rechtswissenschaften an der Litauischen Polizeiakademie in der litauischen Hauptstadt Vilnius. Am 12. April 2002 promovierte er an der Mykolo Romerio universitetas über die organisierte Kriminalität zum Thema „Organisierte Kriminalität und ihre strafrechtliche Bewertung“.
Von 1995 bis 1998 war er Assistent an der Lietuvos teisės akademija,
von 1998 bis 2002 Lektor am Lehrstuhl für Strafrecht der Lietuvos teisės universitetas, von 2002 bis 2003 Prodekan der Fakultät für Sozialarbeit der LTU.
Ab 2003 lehrte er als Dozent.
Von 2004 bis 2005 arbeitete Aurelijus Gutauskas als wissenschaftlicher Mitarbeiter an der Abteilung für Kriminalforschungen am Teisės institutas.
2005 lehrte er bei Vilniaus teisės ir verslo kolegija.
Von 2005 bis 2008 leitete er die Abteilung für Strafjustiz am Forschungsinstitut für Recht beim Justizministerium Litauens.
Von 2010 bis 2011 arbeitete er in der Kanzlei des Seimas als Berater im Rechtsausschuss.
Von 2010 bis 2013 leitete er den Lehrstuhl für Strafrecht und Kriminologie der Rechtsfakultät der Mykolo Romerio universitetas.
Ab 2013 war er Professor am Institut für Strafrecht und Strafprozess.
Vom 28. April 2013 bis 2023 war er Richter am Lietuvos Aukščiausiasis Teismas.
Aurelijus Gutauskas spricht Russisch und Englisch.